# Шотландский национальный костюм

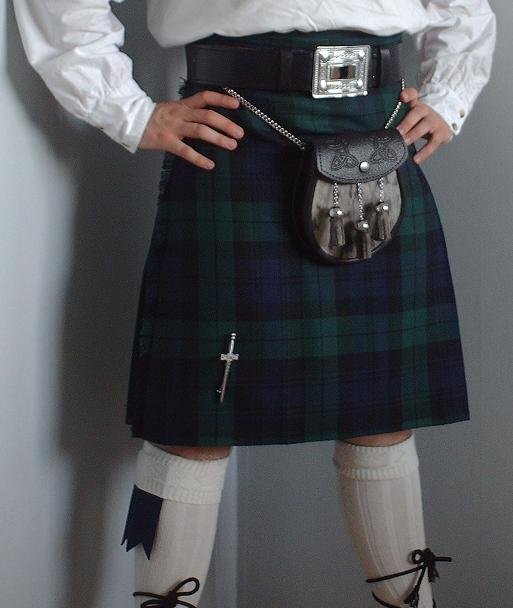
Рубаха, килт с килтпином, ремень с пряжкой, кожаный спорран на цепочке, простые гольфы

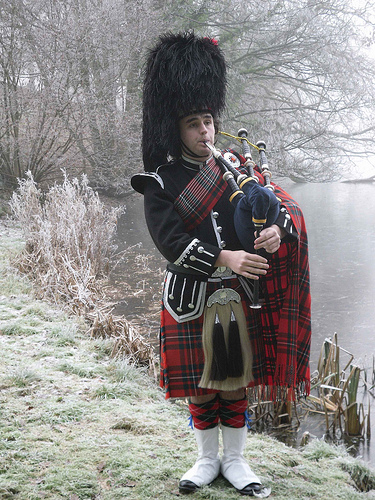
Парадный костюм волынщика: шапка со страусиными перьями (feather bonnet), дублет, плед с брошью, спорран с конским волосом, гамаши (spats)

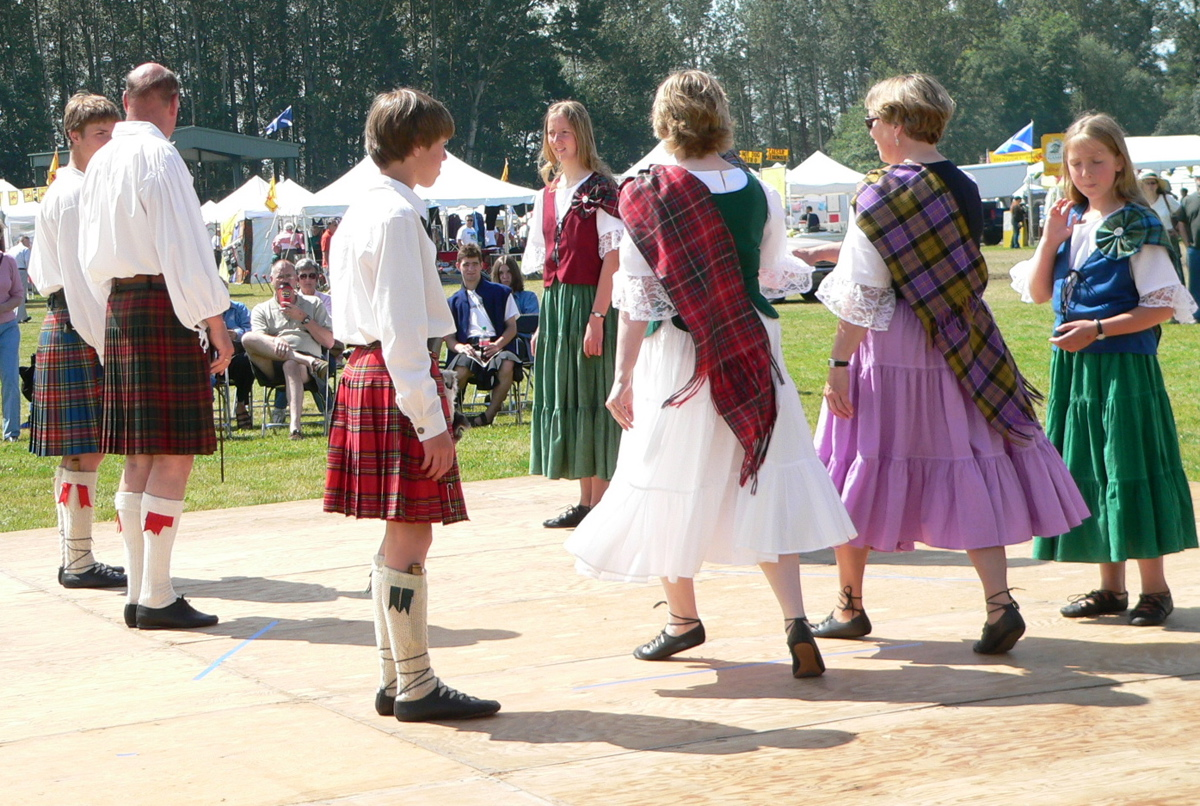
Шотландские танцы (Маунт Вернон, Вашингтон, США, 2005 г.)

Шотландский национальный костюм — комплекс одежды, исторически бытовавший среди шотландцев (особенно в Хайленде, горной части Шотландии, где долго сохранялась самобытная культура, и где до настоящего времени проживают кельтоязычные гэлы), являющийся частью традиционной шотландской культуры и отражением самости шотландского народа. В современном виде костюм оформился в XVIII-XIX вв.
Особо выражен мужской традиционный костюм, главной отличительной особенностью которого является малый килт — носимая вместо штанов юбка до колен с крупными складками сзади, сшитая из шерстяной клетчатой ткани — тартана.
Поверх полотняной рубашки или шерстяной куртки-дублета на одно плечо набрасывают тартановую накидку — плед (англ. plaid), а на ноги надевают чулки до колена (гольфы) и башмаки с металлическими пряжками. Кроме килта в национальный костюм входит ещё берет (Тэм-о-шентер) с пером или помпоном и спорран (sporran) — отделанный мехом (часто тюленьим) кожаный кошель, который висит на ремне килта или отдельном узком ремешке или цепочке, охватывающей бедра. Современные шотландцы с килтом чаще надевают пиджак или жилет. Существуют также узкие клетчатые брюки «трюзы» (англ. trews), носившиеся прежде всего для езды на лошади, и употреблявшиеся знатью, контактировавшей с лоулендерами (германоязычными (англо- и скотсоговорящими) жителями Лоуленда, равнинной части Шотландии). Эти штаны исторически представляли собой сочетание бриджей и чулок из тартана (как и плед), современные по покрою идентичны классическим брюкам. В горах трюзы носили только на свежем воздухе.
После подавления второго якобитского восстания 1745—1746 годов правительство запретило традиционный костюм шотландцев-горцев, выпустив в 1746 году «Закон об одежде» (англ. Dress Act). Согласно нему, ношение горской одежды: «пледа, филибега, труз[ов], плечевой портупеи <…> из тартана или частично окрашенного пледа или ткани» (англ. the Plaid, Philabeg, or little Kilt, Trowse, Shoulder-belts, <…> and that no tartan or party-coloured plaid) каралось 6-месячным тюремным заключением без права на освобождение под залог, а при повторном нарушении — высылкой на 7 лет. После данного запрета традиционный горский костюм вышел из употребления за поколение. Однако после организации в 1778 г. первых шотландских полков, горский костюм был принят в качестве их формы. Для правительственного полка — «черной стражи» — была введена особая расцветка тартана — синие и черные клетки на темно-зеленом фоне. Кроме того, ради своей национальной идентификации им заинтересовалась шотландская знать (даже из Лоуленда) и высший средний класс, в частности, позируя в нём для портретов (до этого одежда горцев, равно как и их образ жизни воспринимался этими социальными группами «отсталыми», а сами горцы — дикарями). В 1782 году благодаря усилиям т. н. Хайлендского общества, функционировавшего в Лондоне, запрет килта и традиционного шотландского костюма в целом был снят. Настоящее возрождение шотландский костюм пережил на волне романтического национализма в XIX веке, чему немало поспособствовало творчество Вальтера Скотта и Джеймса Макферсона, приписывавшего свои поэмы легендарному барду Оссиану. Однако стоит отметить, что многие черты шотландского национального костюма до его возрождения не были распространены повсеместно, даже в Хайленде (горной части Шотландии).

## Ткани
Самыми распространёнными исторически являлись шерстяные ткани. Не в последнюю очередь причиной этого послужило развитое овцеводство из-за сурового климата Шотландии. С XIX века использование домотканины сокращается, ввиду увеличившегося оттока многих гэлов-мужчин на сезонные работы, особенно в малоземельных местностях; они не могли производить пищу и выращивать овец на шерсть на их небольших участках земли, принадлежавших им. На смену домотканине приходят ткани фабричного изготовления. Впрочем, в тех местах, где люди всё же могли позволить добыть шерсть, продолжали носить домотканую одежду. В конце XIX века фабричные ткани всех сортов и видов окончательно закрепились по всей Шотландии.
Примером фабричной ткани может послужить драгет, имеющий льняную основу (впоследствии появилась и хлопковая основа) и шерстяной уток. Драгет в Хайленде и на островах был исключительно покупной тканью ввиду невозможности домашнего изготовления. Драгет, судя по всему, шёл только на женскую одежду.
Издревле прядение, как и во многих местах, бывшее исключительно женским занятием, осуществлялось на ручных прялках. Самопрялка же (механическая разновидность прялки с колесом и т. н. рогулькой) появилась в Шотландии относительно поздно, и ещё в конце XVIII-начале XIX вв. беднячки пряли на ручных прялках. Пряли льняную и шерстяную пряжу, использовалось т. н. подвесное веретено (англ. drop-spindle), обладавшее крючком на одном из концов и грузиком дискообразной формы (на Руси, для сравнения, были распространены веретена в виде деревянной иглы-стержня с утолщением к нижней трети и с опорой). В Хайленде и на островах было распространено два вида веретена — собственно подвесное с грузиком (англ. whorl, troman, гэльск. tròman) из дерева, камня, глины, рога или металла; и бутылкообразное веретено без грузика (англ. и гэльск. dealgan, farsadh), но с утолщением в нижней части. Прядение было медленным, достаточно медитативным процессом, но благодаря простоте конструкции и небольшому весу прялки, пряха во время процесса могла свободно ходить и выполнять другую работу, держа саму прялку с намотанной куделью под мышкой (в то время как на Руси, опять же, прялка была более стационарной, и прядение осуществлялось исключительно сидя на специальном донце, прижимавшимся пряхой к лавке).
Широко было развито вязание, бывшее чисто женским занятием. Женщины, в особенности жительницы западных островов, шили для своих мужей, сыновей и прочих родственников мужского пола чулки, свитера, береты и даже штаны.
Из способов обработки шерстяной ткани, известных в Шотландии, было валяние шерсти (англ. waulking), производившееся следующим образом: шерстяное (твидовое) полотно замачивали в бочке со специальным мыльным раствором для обезжиривания и очистки от загрязнении. После полотно отбивали на доске или камнях для уплотнения ткани, удаления влаги и образования мягкого ворса. В этом действии, бывшим исключительно женским занятием, участвовала группа от 6 до 12 участниц. Во время процесса участницы исполняли особые песни (гэльск. orain-luadhaidh, англ. waulking songs), придававшие процессу валяния особый шарм и производившее на окружающих сильное впечатление. Куплеты таких песен — одно- или двухстрочные, при этом последняя повторялась в начале следующего запева. Припевы же состояли из подчёркивающих ритм звукосочетания из бессмысленных слогов, они могли доходить до 12 тактов, где первую часть запевала пела самостоятельно, а вторую — вместе с хором остальных исполнительниц. Репертуар этих песен был разнообразен, превалировала любовная тематика, с песнях с любовными мотивами наблюдается взгляд на взаимоотношения с противоположным полом (различные оттенки переживаний, чувств и мыслей) в традиционном гэльском обществе. Также в сюжетном плане они могли представлять собой бывальщины, плачи об усопших, импровизации, исторические песни, песни-состязания и т. д. Дольше всех, до середины XX века, традиционные способы обработки шерсти сохранялись на западных островах.

## Рубаха
Ещё в XIV—XV веках ввиду тесных связей одежда шотландцев и ирландцев имело множество общих черт, не в последнюю очередь из-за переселения некоторого количества ирландцев на запад Шотландии, начиная с V в. и до «переоткрытия» после якобитских восстаний (что, помимо прочего, поспособствовало развитию клановой системы, в разделённом горными хребтами востоке она была развита слабее). Одной из них была льняная рубаха лейне (англ. leine, гэльск. и ирл. léine) жёлтого цвета, красившаяся с помощью шафрановых красителей (однако их могли позволить лишь обеспеченные люди, бедняки красили свои рубахи с помощью лошадиной мочи), и носившаяся и мужчинами, и женщинами. Лейне доходила до колен, и собиралась в талии и у шеи в густые сборки. Считалось, что обилие сборок указывало на высокий социальный статус, поскольку богатый человек мог позволить себе потратить на свое одеяние больше ткани (на пошив лейне требовалось около 27 метров льна). Кроме того, лейне обладала очень широкими рукавами. Лейне опоясывалась, над поясом присутствовал напуск. Встречаются сведения, что широкие рукава и напуск над поясом будто бы служили в качестве карманов — там хранили всё необходимое. Также встречаются утверждения, что воины-шотландцы перед битвами для удобства подтягивали лейне под пояс (из-за чего подол как бы укорачивался), а на пирах и в церкви шотландцы носили лейне во всю длину. Поверх лейне надевали плед. Помимо жёлтых рубах, на цветных раннесредневековых изображениях также зафиксированы лейне красного, зелёного и синего цветов. Лейне могли вышиваться шёлковыми тканями, епископ Лесли в своей работе «Scotia Descriptio» указывает, что при вышивке использовались нити преимущественно красного или зелёного. Упоминание о лейне с пледом поверх них (а также о том, что шотландцы тех лет ходили босиком) содержится в саге о Магнусе Голоногом, короле Норвегии в 1093—1103 годах:

Люди говорят, что, когда Магнус конунг вернулся из викингского похода на запад, он одевался, как было принято в Западных Странах, и также одевались многие из его людей. Они ходили с голыми ногами по улице и в коротких куртках и плащах. Его поэтому стали звать Магнус Голоногий.— Снорри Стурлусон. Сага о Магнусе Голоногом // Круг Земной / Издание подготовили: А. Я. Гуревич, Ю. К. Кузьменко, О. А. Смирницкая, М. И. Стеблин-Каменский.. — М.: Наука, 1980.
Вероятной аутентичной находкой средневековой лейне является рубаха из Рогарта (англ. Rogart shirt), найденная в могиле в графстве Сатерленд, ориентировочно датирующаяся XIV веком, хотя радиоуглеродное датирование до сих пор не проводилось. Сделана рубаха из шерсти очень низкого качества, что позволяет предположить, что она принадлежала бедняку. Кроме того, рукава рубахи сделаны из нескольких кусков ткани, видимо из целей экономии, притом левый рукав короче правого на 3 дюйма (≈ 7,62 см). Перед и спинка рубахи сделаны из одного куска ткани. Горловина рубахи представляет собой разрез по ширине изделия, обработанное стежками по углам и подшитым по краю вырезом горловины. Длина подола рубахи составляет около 45 дюймов (≈1 м 143 см), ширина — около 30 дюймов (≈76 см).
В XVI веке лейне всё ещё употреблялась, но вышла из употребления в конце того же века, во всяком случае, к началу XVII века её уже не носили. Ей на смену пришла рубаха общеевропейского образца.
Спали шотландцы изначально в дневных рубахах, впоследствии, в XVII—XIX веках, в обиход постепенно вошла ночная рубашка, бывшая длиннее дневной, и как и дневная, шившаяся из льна. С середины XIX века на левой стороне на уровне торса мог присутствовать кармашек, видимо, для носового платка. В конце XIX-начале XX века в обиход вошла пижама, достаточно быстро вытеснившая ночную рубашку из гардероба мужчин.

## Варианты костюма

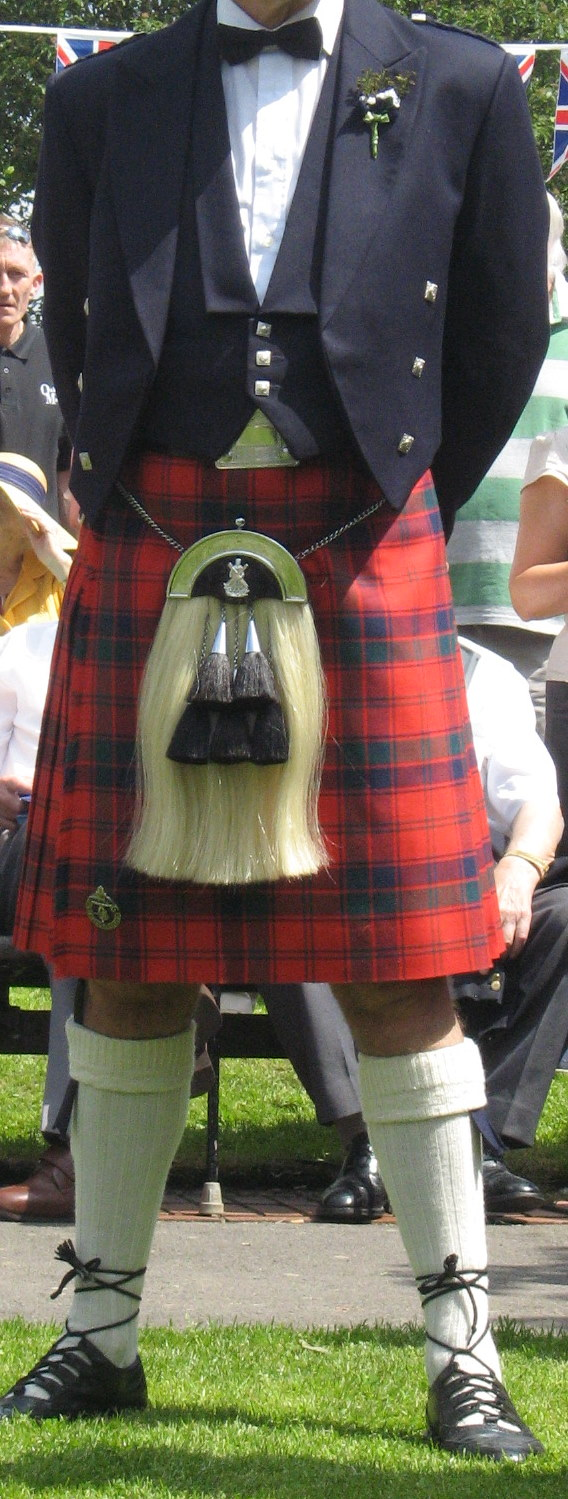
Вечерний мужской шотландский костюм

Отличие шотландской одежды от ирландской стало отчётливо прослеживаться в XVI веке, и если ирландская одежда постепенно вытеснялась общеевропейской, то шотландская, напротив, усовершенствовала прежние формы (ряд предметов одежды, вроде беретов, был заимствован горцами у лоулендеров). Тогда, если судить по описаниям как и англичан, так и иностранных путешественников, лейне и пледы были единственной одеждой мужчин-горцев. По другим данным, поверх лейне могли носить тунику (гэльск. failuin) и плед, который был полосатым и разноцветным у знати, и коричневым или красновато-бурым у простолюдинов. Однако изобразительных источников костюма горцев XVI века сохранилось очень мало, а до этого, если не брать в расчёт «Сагу о Магнусе Голоногом», никаких упоминаний, так и письменных, так и изобразительных, нет.
Согласно описаниям, в XVII веке офицеры шотландского хайлендерского войска носили трюзы с пледом в качестве верхней одежды, а простые воины полностью покрывали тело пледом, подвязывая на талии таким образом, что нижняя часть образовывала нечто вроде юбки.
В XVIII веке жители равнинного юга Шотландии (лоулендеры) поверх льняной рубахи с отложным воротником носили длинные штаны (чаще всего одноцветные, но иногда клетчатые) и короткую куртку, не доходившую до талии. Поверх надевали короткий клетчатый плед. Будничный костюм горцев отличался от лоулендерского незначительно, однако пледы были у них были большие и тяжелые, куртка одевалась поверх него. Килт у горцев был праздничным предметом одежды. Пастухи англо-шотландского пограничья носили длинный плед из грубой материи в чёрно-белую клетку. Хорошее представление об одежде шотландцев начала XVIII века даёт мумия, обнаруженная в торфянике на одном из Шетландских островов в 1951 году (ганнистерский человек). В Хайленде и на островах с 1782 года, несмотря на отмену запрета традиционной одежды, она так и не возродилась, и уже к началу XIX века мужчины-горцы и островитяне, равно как и лоулендеры, носили общеевропейскую одежду. Этому, частности способствовало то, что туда стали привозить одежду, изготовленную в Лоуленде, а многие гэлы, подрабатывавшие рабочими-сезонщиками в Лотиане (исторической области в Лоуленде, там располагается столица Шотландии Эдинбург), привозили оттуда домой лоулендскую одежду. В XIX веке распространились свитеры, украшавшиеся особыми вязаными узорами.
В настоящее время традиционный горский костюм чаще всего является праздничным, что особо заметно на клановых собраниях. Впрочем, килт можно носить и с современной одеждой, его могут надевать и во время турпоходов, спортивных игр (например, гольфа) или охоты.
Варианты современного шотландского костюма могут меняться от простейшего повседневного, до очень формального парадного. Для повседневного ношения, кроме килта, обычно надевают классический твидовый пиджак (tweed jacket), на ноги — простые чулки и ботинки, также берет и простой кожаный спорран.
Современный парадный (наиболее сложный, формальный и дорогой) вариант костюма обычно включает белую сорочку с галстуком-бабочкой, жилет и один из официальных вариантов пиджаков (Prince Charlie или Argyll), парадный меховой спорран, а также белые или тартановые чулки и поршни-гилли с длинными шнурками, охватывающими ногу выше щиколотки (англ. ghillie brogues) или башмаки-броги. В особо торжественных случаях носится небольшой плед, закрепляемый на левом плече брошью. Полный костюм надевают в праздники, особенно на традиционных сборах горских кланов.

## Отдельные элементы костюма
Наиболее распространёнными головными уборами в старину были разнообразные формы беретов. Так, наиболее известные и распространённые балморал и тэм-о-шентер представляют собой шерстяные береты без полей с помпоном наверху, иногда с кокардой и пером с левой стороны, к которой может крепиться значок — эмблема клана. Обычно берет носят, слегка сдвинув направо. Своё название тэм-о-шентер получил от имени героя стихотворения Роберта Бернса с одноимённым названием, а балморал — от королевской резиденции Балморал. Также известен военный головной убор гленгарри — шапка с приплюснутыми боками наподобие пилотки, а также небольшим помпоном и парой лент, его часто носят волынщики. Гленгарри обычно темно-синий или чёрный, украшен клетчатым орнаментом или без него.
Килтпин (kilt pin) — декоративная булавка (около 10 см в длину), крепящаяся к краю внешней полы килта для закрепления, чтобы его не поднимал ветер. Помимо этого килтпин является украшением и, как правило, его делают в виде меча в различных видах кельтских украшений. При изготовлении килтпинов используют всевозможные материалы: сталь, олово, медь, кость, драгоценные металлы и ценные породы дерева. Килтпин не является обязательным атрибутом шотландского костюма, но тем не менее хорошо дополняет его образ.
Ещё один предмет национального шотландского мужского костюма — скин ду, небольшой нож с прямым клинком. В традицию вошло ношение этого ножа за подвязкой правого гольфа так, чтобы головка рукояти оставалась видимой. В особо торжественных случаях, при самом формальном варианте костюма, на поясе в ножнах может носиться дирк — шотландский кинжал.
Спорран, как уже упоминалось, прикрепляется спереди к кожаному ремню, удерживающему килт, нередко он украшается головой животного — лисы или барсука, а также длинной бахромой по краям. Спорран в старину был неотъемлемым атрибутом и необходимой принадлежностью одежды горца.
Исполнители шотландских танцев надевают поверх толстых гольф гилли (англ. ghillie) — лёгкие в обтяжку поршни наподобие мокасин, украшенные перфорацией, из-за множества мелких дырочек их удобно сушить и проветривать, а вода в них надолго не задерживается. Гилли завязываются на длинные шнурки, шнуровка доходит до середины голени и заканчивается узлом-бантом, завязанным спереди. Первое упоминание об этом виде обуви фиксируется 1542 годом. В XVII веке шотландские помещики начинают носить гилли-броги (англ. ghillie-brogues), башмаки с каблуком, отдалённо напоминающие гилли, с 1640-х годов у них появляются язычок, украшавшийся бахромой. Несмотря на то, что гилли-броги хорошо подходили для охоты и рыбалки, перфорация на башмаках начинает нести скорее эстетическую, нежели практическую функцию, поскольку на обуви стали наносить из дырочек замысловатые узоры. В быту гилли были вытеснены общеевропейской обувью в XIX веке. Сейчас, наряду с гилли и гилли-брогами, с шотландским народным костюмом носят обычные броги, оксфорды, дерби или высокие ботинки.
В постель, для теплоты и из гигиенических соображений в XVIII—XIX веках мужчины повязывали плат вокруг головы или надевали ночной колпак. Так, жители острова Скай в начале XVIII века, если судить по труду «Описание западных островов Шотландии» (англ. A Description of the Western Islands of Scotland) 1703 года шотландского историка Мартина Мартина, начинали носить ночной колпак с шестнадцатилетного возраста, но многие ночных колпаков не носили вовсе.

## Цветовые различия
Традиционно килты шьют из тартана — шерстяной ткани, образованной переплетением нитей, заранее окрашенных в разные цвета, в результате чего образуется прямоугольный узор, состоящий из одинаковых последовательностей горизонтальных и вертикальных полос. Тартан появился в Шотландии в XVI веке, будучи заимствованным из Фландрии. Первое упоминание клетчатых тканей у шотландцев относится к 1538 году. Первоначально тартановые ткани употреблялись в Лоуленде, но позднее проникли и в Хайленд. Однако ещё во времена якобитского восстания территориальной или клановой дифференциации узора тартана, судя по описаниям и изобразительным источникам, не было, те или иные узоры употреблялись в разнобой, выбор был делом личного вкуса и необходимости. Традиция присваивать каждому клану определённые узор и цветовую гамму тартана закрепился лишь в XIX веке. Не в последнюю очередь руку к этому приложил сэр Вальтер Скотт, отвечавший за организацию мероприятий, приуроченных к приезду в Шотландию короля Георга IV. Кроме того, нельзя исключать и влияние разраставшего количества шотландских горских полков и истекавшего оттуда требования различия каждого полка. В настоящее время существует несколько тысяч различных тартанов, каждый из которых ныне связан или с определённым шотландским кланом, или различными областями и городами, знаменательными событиями, есть также военные полковые тартаны. Тартан, помимо килтов, также используется и на чулках.
Каждый современный шотландский клан имеет определённый связанный с ним зарегистрированный удостоверенный образец тартана, который члены клана используют для килтов и пледов. Надеть чужие цвета является социальным нарушением (gaffe), это так же недопустимо, как кораблю поднять на мачте чужой флаг. За этим строго наблюдает в Шотландии ответственное лицо — Главный Герольд, Хранитель гербов и старшинства кланов. В его сложные обязанности входит следить за тем, чтобы никто не присвоил себе недозволенные титулы, чужие тартаны, не завёл на волынке во время церемониального марша мелодию иного клана. Со всех концов света приходят к нему запросы относительно клановой принадлежности и символики.

## Килт

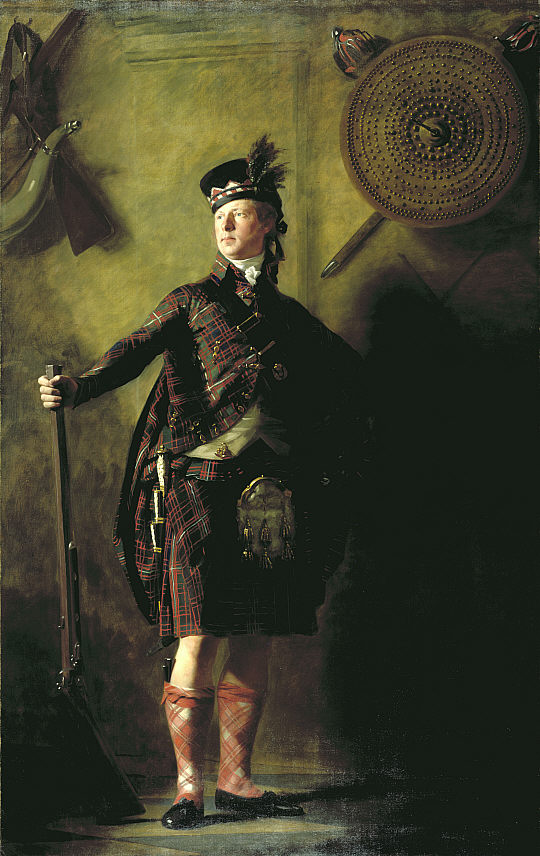
Сэр Генри Рэберн. Портрет полковника Элестера Рэнельдсона Макдонелла из Гленгерри. 1812 год.

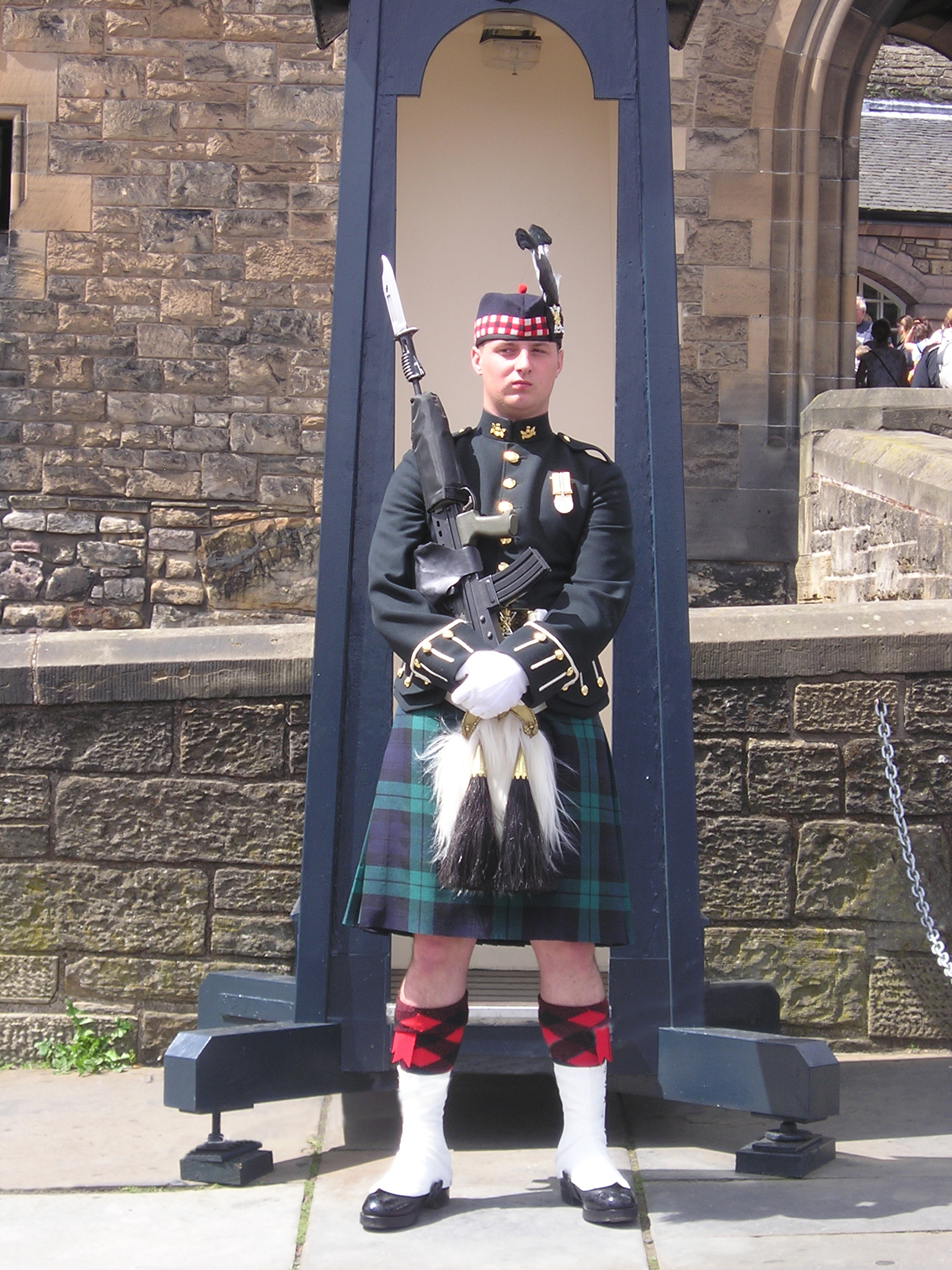
Солдат Королевского полка Шотландии в карауле у ворот Эдинбургского замка

Килт представляет собой кусок ткани, обёрнутый вокруг талии и закреплённый с помощью пряжек и ремешков. Исторически большой килт был достаточно длинным, чтобы его можно было закинуть на плечо или укрыться под ним в плохую погоду. Слово «килт» происходит от скотс kilt — «оборачивать одежду вокруг тела». В свою очередь, шотландское слово происходит от др.-сканд. kjilt (с др.-сканд. — «складчатый»), пришедшего от викингов, у которых была подобная, но не из тартана, складчатая одежда. Впервые лексема «килт» появляется примерно через двадцать лет после унии 1707 года, когда Шотландия и Англия были объединены. Одним из первых упоминает данный предмет одежды под современным названием английский офицер Эдвард Бёрт, посланный в Шотландию на службу землемером к генералу Джорджу Уэйду. В одном из писем он применяет термин англ. quelt к способу ношения собранного в складки пледа таким образом, что нижняя часть напоминала юбку до бёдер, а остальная часть закидывалась на плечи. Бёрт очень подробно расписывает этот способ и сравнивает его с обычаем бедных лондонок задирать подолы своих юбок на голову, закрываясь от дождя.
Современный килт в виде плиссированной юбки был, как традиционно считается, изобретён фабрикантом Томасом Роулинсоном (англ. Thomas Rawlinson), англичанином-выходцем из Ланкашира и квакером по вероисповеданию. В 1727 году, после заключения договора с вождём клана Макдонелла из Гленгарри, Йеном Макдонеллом, о 31-летней аренде лесистой области в Инвергарри он организовал там производство по плавке руды, привозившейся из Ланкашира, где работали местные жители. Однако поскольку длинные пледы, завязывавшиеся на манер юбки, были неудобны для тяжёлых физических нагрузок, в частности, для работы на литейных заводах; а штаны местные жители ввиду бедности позволить не могли, то Роулинсон, тщательно изучавший одежду местных шотландцев, взялся за решение данной проблемы. Результатом стало изобретение малого килта (англ. small kilt, walking kilt, felie beg), по сути бывшей отделённой от большого пледа нижней частью и представлявшую собой отдельную юбку с подшитыми складками. Несмотря на то что дело Роулинсона в конечном итоге провалилось, малый килт стал набирать популярность. Его носил сам Роулинсон, а уже его примеру впоследствии последовал вождь клана Макдонелла из Гленгарри, а за ним — и другие члены клана.
Хоть килт и является традиционной одеждой шотландских горцев, частью их национальной культуры он стал довольно недавно. Только в конце XIX-го века килт стал прочно ассоциироваться с горцами, а впоследствии был принят лоулендерами и всей шотландской диаспорой. В отличие от галлов и скандинавов, которые забыли о подобной одежде, другие современные кельтские народы — ирландцы (употребляют килты шафранового цвета), валлийцы, мэнцы — недавно приняли ношение килта (хоть и в меньшей степени по сравнению с шотландцами). По другой версии, кроме шотландцев, килт среди других кельтов был неизвестен, даже несмотря на то, что был воспринят у шотландцев. Большой килт — предмет одежды, известный под многими именами: англ. Great Kilt, Big Kilt, Belted Plaid, гэльск. Feileadh Mor, Breacan Feile. По сути большой килт представляет собой два куска толстой шерстяной ткани, сшитых вместе. Длина его может лежать в пределах от 4,5 до 9 ярдов (примерно 4,1—8,2 м) шириной 56-60 дюймов (142—151 см), однако наиболее распространённая длина — 6—7 ярдов (5,5—6,5 м). Складки на одной части ткани собирались вручную и закреплялись на поясе при помощи широкого ремня. Другая часть могла быть закинута поверх левого плеча и использовалась в качестве плаща или быть закреплённой на ремне, частично ниспадая с него, или же накрывать плечи и голову при плохой погоде. Большой килт обычно надевался поверх длинной шерстяной рубашки, у состоятельных людей было принято надевать ещё одну короткую рубаху из льна тонкой выделки, а в случае королевской одежды даже из шёлка. Также большой килт использовался в качестве покрывала. Знаменитая битва кланов в 1544 году между Фрейзерами, Макдональдами и Камеронами получила название «Битва рубах» (гэльск. Blar-na-Leine), так как в тот бой воины пошли без пледов, стесняющих движения. До сих пор много спорят о времени появления большого килта, но известно, что он уже существовал в начале XVII-го века. Более ранние изображения килта показывают скорее длинную (до колен) рубашку из кожи, льна или парусины, с большим количеством складок и иногда простёганную для лучшей защиты. Наиболее часто большой килт ассоциируется с шотландскими горцами, но он также использовался на бедных сельских равнинных территориях. Самое древнее описание килта в горной Шотландии датируется 1594 годом:

— Их верхняя одежда представляет собой крапчатое одеяние разнообразных расцветок, с множеством складок до середины икр, с поясом вокруг талии, стягивающим одежду.

Существует шутливая шотландская поговорка, связанная с игрой слов: «Килт называют килтом, потому что много людей было убито, когда они называли его юбкой» (англ. Kilt is called kilt, because a lot of people got killed, when they called it a skirt).

## Нижнее бельё
Согласно исторической традиции, настоящий шотландец под килт не надевает нижнего белья.
Исключения составляют шотландские танцоры и участники соревнований в Highlands games — национальных спортивных играх шотландских горцев.

Волынщики шотландских полков, 1864 г.
Солдаты шотландского полка, Первая мировая война
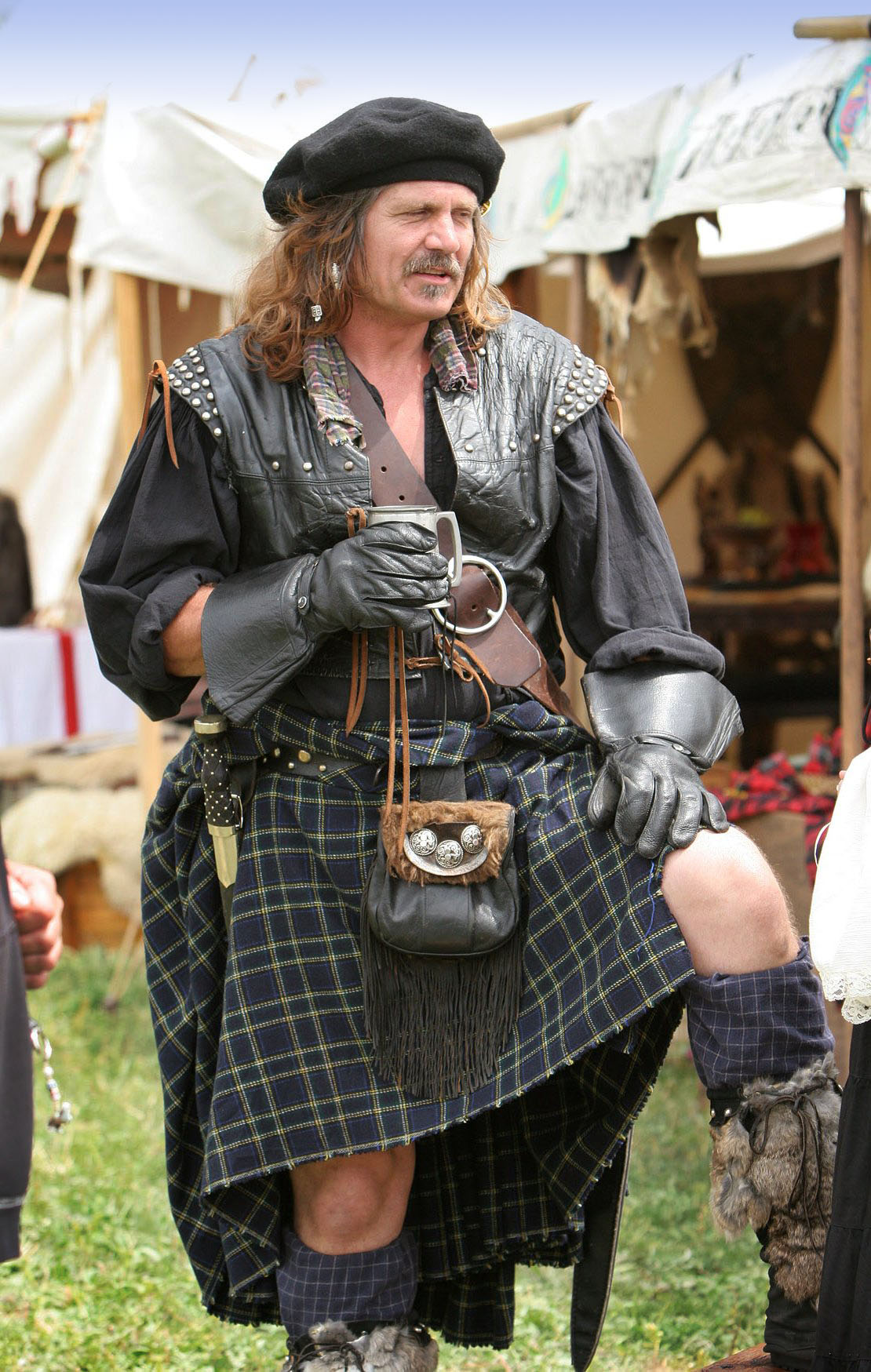
Шотландский костюм с килтом (фантазийная реконструкция)

## Женский костюм

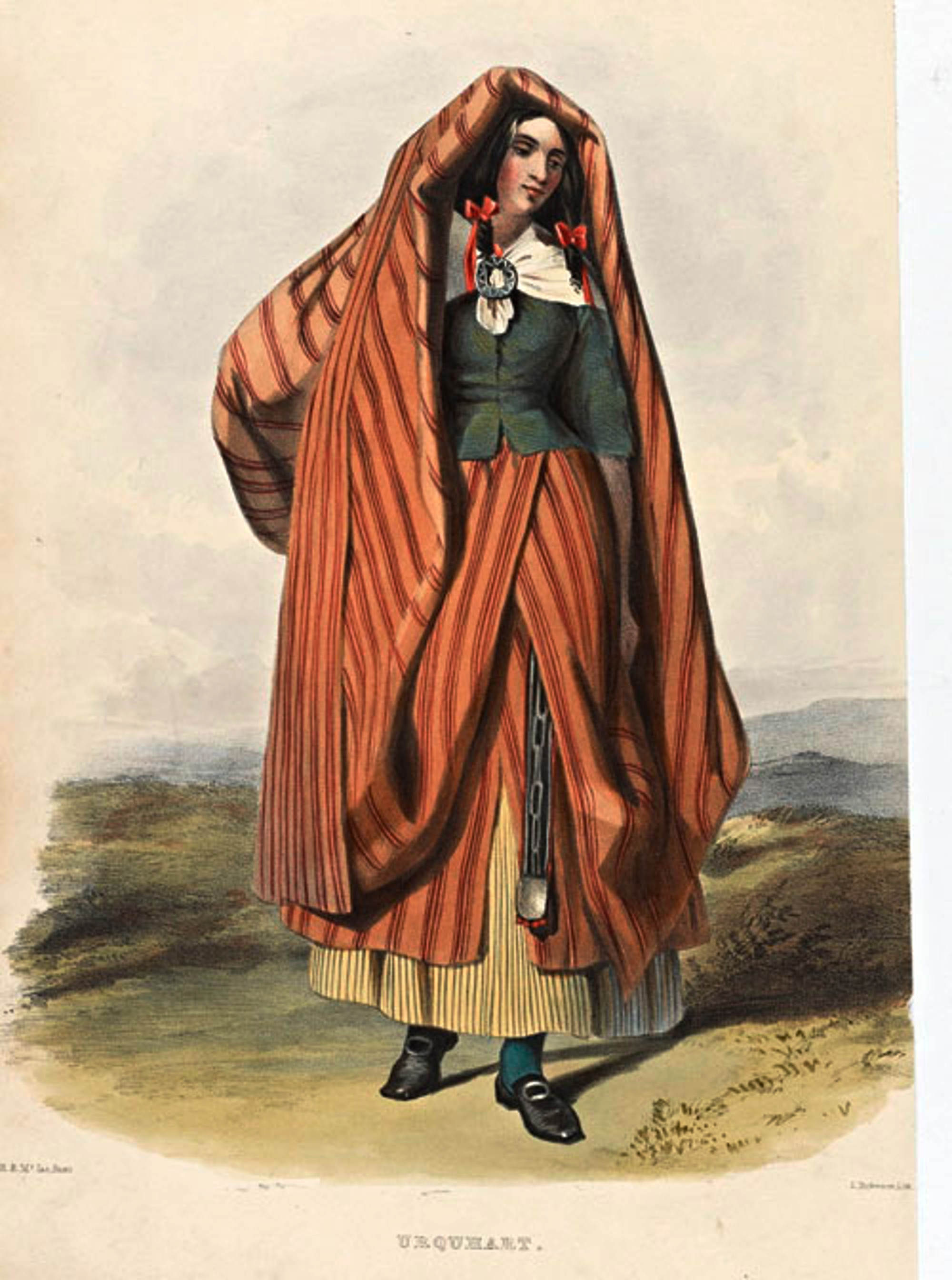
Горянка клана Аркарт в традиционном костюме, иллюстрация из книги «The Clans of the Scottish Highland» (1845 г.)

Предположительно, в средневековье поверх лейне шотландки носили платья с рукавами в виде лент, позволявшие выпускать наружу широкие рукава лейне. Незамужние девушки и маленькие девочки ходили с распущенными волосами, замужние заплетали одну или две косы, а поверх надевали головной убор из льняной ткани, многократно обернутой вокруг головы.
Изображений и письменных описаний шотландского женского костюма XVI—XVII века очень мало. Одним из изобразительных источников являются рисунки Лукаса де Хере, на одном из них он изображает женский шотландский костюм: средневековый, и современный ему. На рисунке изображены шотландки с равнин. Другим изобразительным источником может послужить французская гравюра 1562 года, изображающая одежду шотландцев (в оригинале фр. La Sauvage d'Ecosse — «шотландских дикарей»), женщина облачена в накидку из овчины. Любопытное изображение шотландской одежды можно найти на созданной в начале XVII века карте Шотландии. На ней присутствуют изображения двух пар — из Хайленда и Лоуленда соответственно. Горцы, как и мужчина, так и женщина, облачены в пледы на голое тело, в то время как женщина из Лоуленда носит костюм, схожий с тем, который изобразил де Хере.
В XVIII веке в целом женская одежда как и равнинной, так и горной Шотландии много общих черт, но и некоторые различия. Поверх рубахи шотландки носили белые кофты с отложным воротником и длинные юбки, собранные у талии в сборки. В Хайленде юбки были клетчатыми, в других районах юбки были полосатыми. Кофту горянки носили навыпуск, а лоулендерки заправляли в юбку и сверху надевали темный корсет, зашнуровывающийся спереди и отделанный ярким шнуром. На груди кофта застегивалась медной или серебряной круглой плоской брошкой. На плечи шотландки набрасывали клетчатую шаль с бахромой, а по праздникам — большой плед арисад (англ. arisaid, англ. и гэльск. earasaid), который складывался пополам по продольной линии. В плед закутывались так, что сзади его край был на одном уровне с юбкой. На груди плед скреплялся большой брошью. Головным убором в Лоуленде служили белые чепцы (англ. mutch) с кружевной оборкой. Незамужние горянки ходили с непокрытой головой, заплетая волосы в две косы, также они повязывали широкую ленту вокруг головы. Замужние горянки в качестве головного убора белый полотняный плат, сложенный треугольником и завязанный под подбородком. В XIX веке в Хайленде распространились и чепцы, постепенно вытеснившие платы, но сами вышедшие из употребления с конца XIX века. Покрой и фасон чепцов мог различаться в зависимости от местности.
Примером изобразительного источника женского шотландского костюма XVIII века является картина «Птичинца» 1706 года кисти живописца Ричарда Уэйтта (англ. Richard Waitt), посвятившего множество своих работ созданию портретов шотландцев-горцев. Данная картина является единственным женским портретом среди всех картин Уэйтта. На ней мы видим пожилую женщину в красном платье, зелёном дублете без рукавов и суконном переднике, с круглой брошью на груди, и носящую на голове белый плат-керч. В целом костюм изображённой типичен для Европы, но не на момент создания картины, а скорее для времени её молодости, вероятно, в эпоху войн Монтроза.
По всей видимости, в качестве верхней одежды шотландки носили плащи (у ирландцев плащ был основной женской верхней одеждой). Известна зарисовка XVIII века современником, запечатлевшая шотландку в пллаще, подбитым мехом и с высоким воротом (примерно схожий с плащами, носившимися ирландками в XVI столетии), а также рисунок начала XIX века, изображающий также современную на тот момент очень пожилую старуху с острова Скай в плаще длиной в три четверти и без капюшона.
После запрета национального костюма шотландцев-горцев после подавления якобитского восстания 1745—1746 годов, женский костюм, как и мужской, постепенно вышел из употребления. Однако в Лоуленде женский народный костюм сохранялся и в начале XX века. Горянки и островитянки в XIX веке носили юбки (часто шерстяные и синего цвета, окрашенные с помощью вайды или индиго; а также драгетовые с разноцветными полосами по направлению основы) и льняные кофты (как и с короткими, так и длинными рукавами), на плечи накидывая шаль (включая тартановую).
С середины XX века предпринимаются попытки восстановить старинный женский костюм для выступлений танцевальных коллективов. В националистически настроенных кругах Шотландии, особенно в старых аристократических родах, женщины в торжественных случаях надевают одежду, содержащую некоторые детали старого народного костюма. По праздникам для участия в национальных мероприятиях надевают шелковую юбку из клетчатого тартана и шелковую белую вышитую кофту традиционного покроя. На званых вечерах поверх вечернего платья через правое плечо перекидывают клетчатый шарф, закрепляющийся брошью на плече и завязывающийся под левой рукой.
Как и мужчины, женщины в постель носили исподнюю рубаху, а впоследствии — ночную сорочку. Женские ночнушки XIX века доходили до пола, обладали воротом и вырезом спереди, застёгивавшимся на пуговицы. Украшались они оборками спереди, на вороте и на манжетах рукавов. И мужские, и женские ночные рубашки изготовлялись преимущественно на дому, к середине XIX века материалом стал служить не только лён, но и хлопок. На голове во время сна носили чепец, подвязывавшийся под подбородком.